# Casalvieri
Casalvieri és un comune (municipi) de la província de Frosinone, a la regió italiana del Laci, situat a uns 110 km al sud-est de Roma i a uns 30 km a l'est de Frosinone.
Casalvieri limita amb els següents municipis: Alvito, Arpino, Atina, Casalattico, Fontechiari i Vicalvi.
A 1 de gener de 2019 tenia 2.635 habitants.